# آلکسیس آلکسانیان
آلکسیس جوی آلکسانیان ( انگلیسی: Alexis Joy Alexanian؛ زادهٔ ۲۱ دسامبر ۱۹۶۲) تهیه‌کننده فیلم ارمنی‌تبار اهل ایالات متحده آمریکا بود.

## زندگی‌نامه
وی در ۲۱ دسامبر ۱۹۶۲ به دنیا آمد . وی همچنین برنده جوایزی همچون جایزه جان کاساوتیس ایندیپندنت اسپیریت (۲۰۰۲) شد. بین سال‌های ۲۰۱۲ تا ۲۰۱۷ رئیس New York Women in Film & Television بود.

## گزیده فیلمشناسی
از فیلم‌ها یا برنامه‌های تلویزیونی که وی در آن نقش داشته‌است می‌توان به آثار زیر اشاره کرد:
- نوار (۲۰۰۱)
- دیوارهای چلسی (۲۰۰۲)
- بچه قورباغه (۲۰۰۲)
- گرم‌ترین ایالت (۲۰۰۶)
- سرعت شخصی: سه نگاره